# Ryan Johnson (Fußballspieler)
Ryan Johnson (* 26. November 1984 in Kingston) ist ein jamaikanischer Fußballspieler.

## Leben
Johnson besuchte die Melrose High School in Massachusetts und die Oregon State University und gewann mit Highschool- und Hochschul-Fußballmannschaften mehrere Titel auf Liga-, Regional- und Bundesstaatsebene. 2002 wurde er in seinem letzten Jahr auf der Highschool vom Boston Globe zum Spieler des Jahres gewählt.
Er ist verheiratet und Vater einer Tochter.

### Vereinskarriere
Schon seit 2002 spielte Johnson auch für die Cape Cod Crusaders und Boulder Rapids Reserve. Ab 2006 spielte er in der Major League Soccer (MLS), in seiner ersten Saison zunächst bei Real Salt Lake und wechselte dann zu Chicago Fire. 2007 ging er nach Schweden zu Östers IF und erzielte dort bei 14 Einsätzen zwei Tore. 2008 kehrte er in die USA zurück und spielte für die San José Earthquakes in der MLS. Von 2008 bis 2011 schoss er in 99 Spielen 17 Tore für den Verein. 2011 wechselte er zum Toronto FC, der ebenfalls in der MLS spielt. Nach zwei Jahren bei dem Verein aus Kanada verpflichtete ihn 2013 der Ligakonkurrent Portland Timbers.

### Nationalmannschaft
Sein Debüt in der jamaikanischen Fußballnationalmannschaft gab er am 11. April 2006, als er beim 1:1 gegen die USA in Cary (North Carolina) für 71 Minuten auf dem Platz stand. Sein erstes Tor im Trikot der Reggae Boyz erzielte er am 10. Februar 2010 in Buenos Aires in einem Freundschaftsspiel gegen Argentinien. Bislang erzielte er bei 15 Einsätzen fünf Tore für Jamaika.